# Гамарра, Матео
Матео Гамарра Гонсалес (исп. Mateo Gamarra González; род. 20 октября 2000, Консепсьон) — парагвайский футболист, защитник клуба «Олимпия» и сборной Парагвая.

## Клубная карьера
Гамарра — воспитанник клуба «Индепендеьнте». 18 августа 2018 года в матче против столичной «3 февраля» он дебютировал в парагвайской Примере. Летом 2020 года Гамарра на правах аренды перешёл в «12 октября». 18 октября в матче против «Ривер Плейта» он дебютировал за новый клуб. Летом 2021 года Гамарра был арендован столичной «Олимпией». 23 августа в матче против «Спортиво Лукеньо» он дебютировал за новую команду. В своём дебютном сезона Матео помог клубу завоевать Кубок и Суперкубок Парагвая. По окончании аренды трансфер игрока был выкуплен. 28 августа 2022 года в поединке против «Ресистенсии» Матео забил свой первый гол за «Олимпию». По итогам сезона он помог клубу выиграть чемпионат.

## Международная карьера
1 сентября 2022 года в товарищеском матче против сборной Мексики Гамарра дебютировал за сборную Парагвая.

## Достижения
«Олимпия»
- Победитель парагвайской Примеры — Клаусура 2022
- Обладатель Кубка Примеры — 2021
- Обладатель Суперкубка Примеры — 2021